# 岩手県指定文化財一覧
岩手県指定文化財一覧（いわてけんしていぶんかざいいちらん）は、岩手県指定の文化財や史跡等を一覧形式でまとめたものであるが、全てを掲載しているわけではない。

## 有形文化財

### 建造物
- 鹿島神社宮殿〔北上市鬼柳町満屋〕 1966年3月8日指定
- 中尊寺本坊表門〔平泉町平泉字衣関〕 1969年6月6日指定
- 瑞山神社 (祖霊社)〔奥州市水沢日高小路〕 1972年10月27日指定
- 千葉家住宅門〔奥州市水沢黒石町字下柳〕 1972年10月27日指定
- 武家住宅（旧後藤新平宅）〔奥州市水沢吉小路〕 1972年10月27日指定
- 早池峰神社本殿〔花巻市大迫町内川目字岳〕 1972年10月27日指定
- 宝持院山門〔一関市花泉町金沢字大柳〕 1974年2月15日指定
- 普門寺三重塔〔陸前高田市米崎町字地竹沢〕 1975年3月4日指定
- 法泉院小前沢坊庫裡〔平泉町平泉字衣関〕 1979年2月27日指定
- 熊野神社本殿〔花巻市東和町北成島〕 1979年2月27日指定
- 薬師堂〔花巻市東和町田瀬〕 1979年2月27日指定
- 旧岩谷堂共立病院〔奥州市江刺岩谷堂字向山〕 1979年2月27日指定
- 木津屋池野籐兵衛家住宅〔盛岡市南大通り〕 1983年4月26日指定
- 旧鈴木家住宅〔一関市厳美町〕 1984年5月1日指定
- 保性院廟厨子〔一関市台町〕 1984年5月1日指定
- 後藤正治郎家住宅〔奥州市前沢生母字天王〕 1985年5月4日指定
- 白山神社本殿〔北上市黒岩〕 1990年5月1日指定
- 丹内山神社本殿〔花巻市東和町谷内〕 1990年5月1日指定
- 八幡神社本殿〔一関市千厩町千厩字北ノ沢〕 1990年5月1日指定
- 旧朴舘家住宅〔一戸町小鳥谷字朴舘〕 1990年5月1日指定
- 西方寺毘沙門堂〔一戸町西方寺字西法寺〕 1991年3月29日指定
- 八幡神社本殿〔奥州市胆沢小山字八幡堂〕 1991年3月29日指定
- 於呂閇志胆沢川神社厨子（旧伊達宗章霊廟厨子）〔奥州市胆沢若柳字下堰袋〕 1991年3月29日指定
- 麓山神社本殿〔奥州市江刺米里字中沢〕 1991年3月29日指定
- 智福毘沙門堂〔奥州市江刺藤字智福〕 1991年3月29日指定
- 千養寺観音堂〔奥州市水沢羽田字黒多助〕 1993年9月7日指定
- 曽慶熊野神社本殿〔一関市大東町曽慶字西ノ沢〕 1993年9月7日指定
- 摺沢八幡神社本殿〔一関市大東町摺沢字八幡前〕 1993年9月7日指定
- 山谷観音堂〔遠野市小友町〕 1994年9月16日指定
- 鞍迫観音堂〔遠野市宮守町上鱒沢〕 1994年9月16日指定
- 村上家住宅〔一関市千厩町小梨字不動〕 1996年5月7日指定
- 太田家住宅（太幸邸）〔奥州市前沢字七日町〕 1997年9月2日指定
- 吉田家住宅〔陸前高田市気仙町〕 2006年9月26日指定

### 絵画
- 絹本著色開山良韶画像〔奥州市水沢黒石町字正法寺〕 1959年3月17日指定
- 絹本著色愛染明王画像〔陸前高田市米崎町字地竹沢〕 1974年2月15日指定
- 漆絵立花図（大絵馬）〔二戸市浄法寺町御山字御山久保〕 1985年9月17日指定
- 絹本著色十六羅漢像〔奥州市水沢黒石町字正法寺〕 1985年9月17日指定
- 仏涅槃図〔遠野市小友町〕 1991年8月27日指定
- 十三仏〔遠野市小友町〕 1991年8月27日指定
- 聖観音菩薩画像〔奥州市江刺伊手字御堂〕 1991年8月27日指定
- 紙本著色たたら神図〔岩泉町岩泉字松橋〕 2009年3月31日指定
- 紙本著色鍛冶神図〔盛岡市上田字松屋敷〕 2009年3月31日指定

### 彫刻
- 木造如意輪観音坐像〔奥州市水沢黒石町字正法寺〕 1954年4月5日指定
- 木造僧形坐像〔奥州市水沢黒石町字正法寺〕 1954年4月5日指定
- 銅造菩薩立像〔一関市千厩町奥玉字林ノ沢〕 1954年4月5日指定
- 木造薬師如来立像〔一関市千厩町奥玉〕 1954年4月5日指定
- 木造如来坐像〔大船渡市猪川町字長谷堂〕 1954年4月5日指定
- 木造阿弥陀如来坐像〔住田町世田米字鉢ヶ森〕 1954年4月5日指定
- 木造聖観音立像〔一関市中里字大平山〕 1954年4月5日指定
- 木造十一面観音立像〔一関市花泉町老松〕 1954年4月5日指定
- 木造釈迦三尊坐像〔北上市稲瀬町〕 1954年4月5日指定
- 木造神像〔北上市口内町金峯山〕 1954年4月5日指定
- 木造十一面観音立像〔盛岡市玉山字一笠〕 1954年4月5日指定
- 木造来迎阿弥陀及菩薩像〔一関市東山町〕 1956年7月25日指定
- 木造訶梨帝母像〔平泉町平泉字衣関〕 1956年7月25日指定
- 木造薬師如来坐像〔一関市釣山〕 1956年7月25日指定
- 木造聖観音立像〔一関市室根町折壁〕 1958年5月16日指定
- 銅造阿弥陀如来立像〔奥州市江刺岩谷堂〕 1958年5月16日指定
- 木造薬師如来坐像 外〔軽米町〕 1959年3月17日指定
- 木造十一面観音立像〔紫波町二日町字古館〕 1963年12月24日指定
- 木造十一面観音立像 外〔奥州市江刺藤里字智福〕 1963年12月24日指定
- 獅子頭（権現さま）〔宮古市山口〕 1963年12月24日指定
- 木造十一面観音菩薩立像〔北上市黒岩〕 1965年3月19日指定
- 木造男神坐像〔北上市黒岩〕 1965年3月19日指定
- 木造聖観音坐像〔一関市大東町渋民〕 1966年3月8日指定
- 木造阿弥陀如来立像〔一関市藤沢町本郷〕 1966年3月8日指定
- 木造毘沙門天像〔紫波町遠山字上小深田〕 1969年6月6日指定
- 木造降三世明王像 外〔紫波町遠山字上小深田〕 1969年6月6日指定
- 木造観音・勢至菩薩坐像〔住田町世田米字鉢ヶ森〕 1969年6月6日指定
- 木造蔵王権現像〔北上市黒岩〕 1969年6月6日指定
- 木造薬師如来座像〔奥州市衣川大字上衣川〕 1969年6月6日指定
- 木造薬師如来坐像〔平泉町平泉字大沢〕 1969年6月6日指定
- 木造阿弥陀如来立像〔花巻市北笹間〕 1972年10月27日指定
- 木造仁王像 外〔盛岡市玉山字一笠〕 1974年2月15日指定
- 木造伝阿弥陀如来立像（頭後補）〔花巻市東和町北成島〕 1974年2月15日指定
- 木造伝聖観音菩薩坐像〔陸前高田市米崎町字地竹沢〕 1974年2月15日指定
- 木造十一面観音菩薩立像〔大船渡市猪川町字長谷堂〕 1975年3月4日指定
- 木造伝十一面観音菩薩立像〔花巻市東和町安俵〕 1975年3月4日指定
- 木造不動明王坐像〔平泉町平泉字北沢〕 1975年3月4日指定
- 木造日光・月光菩薩立像〔奥州市水沢黒石町字山内〕 1976年3月23日指定
- 木造十二神将像〔奥州市水沢黒石町字山内〕 1976年3月23日指定
- 木造薬師如来坐像〔北上市口内町金峯山〕 1977年4月26日指定
- 木造十一面観音立像〔北上市口内町金峯山〕 1977年4月26日指定
- 木造男神立像〔北上市口内町金峯山〕 1977年4月26日指定
- 木造女神立像〔北上市口内町金峯山〕 1977年4月26日指定
- 木造聖観音立像〔北上市口内町金峯山〕 1977年4月26日指定
- 木造不動明王立像〔北上市黒岩〕 1977年4月26日指定
- 木造観世音菩薩坐像〔平泉町平泉字大沢〕 1977年4月26日指定
- 木造男神坐像〔平泉町平泉字大沢〕 1977年4月26日指定
- 木造阿弥陀如来坐像〔平泉町平泉字大沢〕 1977年4月26日指定
- 木造伝稲荷神像〔平泉町平泉字大沢〕 1977年4月26日指定
- 銅造不動明王立像〔平泉町平泉字大沢〕 1977年4月26日指定
- 木造伝薬師如来坐像〔平泉町平泉字大沢〕 1977年4月26日指定
- 木造阿弥陀如来坐像〔平泉町平泉字大沢〕 1977年4月26日指定
- 木造熊野神像〔平泉町平泉字大沢〕 1977年4月26日指定
- 木造熊野神両脇立倚像〔平泉町平泉字大沢〕 1977年4月26日指定
- 木造薬師如来立像〔二戸市浄法寺町御山字御山久保〕 1977年4月26日指定
- 木造伝広目天立像〔二戸市浄法寺町御山字御山久保〕 1977年4月26日指定
- 木造伝多聞天立像〔二戸市浄法寺町御山字御山久保〕 1977年4月26日指定
- 木造伝吉祥天立像〔二戸市浄法寺町御山字御山久保〕 1977年4月26日指定
- 木造菩薩形坐像〔二戸市浄法寺町御山字御山久保〕 1977年4月26日指定
- 銅造聖観音立像〔盛岡市北山〕 1978年4月4日指定
- 木造地蔵菩薩立像〔八幡平市寺田〕 1979年2月27日指定
- 木造七仏薬師如来立像〔紫波町赤沢字田中〕 1981年12月4日指定
- 獅子頭（権現さま）〔久慈市小久慈町〕 1983年12月13日指定
- 木造阿弥陀如来立像〔奥州市水沢真城字八反町〕 1985年9月17日指定
- 木造釈迦如来坐像〔奥州市江刺田原字虚空蔵〕 1991年8月27日指定
- 木造地蔵菩薩坐像〔奥州市江刺南町〕 1991年8月27日指定
- 木造仁王像〔花巻市東和町安俵〕 1993年9月7日指定
- 木造十一面観音立像〔花巻市東和町谷内〕 1994年9月16日指定
- 舞楽面〔二戸市浄法寺町御山字御山久保〕 1995年9月1日指定
- 木造釈迦三尊坐像〔奥州市水沢黒石町字正法寺〕 1997年5月2日指定
- 木造地蔵菩薩半跏像〔一関市花泉町金沢字大門沢〕 2000年11月24日指定
- 木造大日如来坐像 伝嘉慶三年銘像 元禄十三年銘像〔花巻市湯本〕 2006年9月27日指定

### 工芸品
- 金銅薬師如来像御正体〔一関市花泉町字館前〕 1963年12月24日指定
- 桐竹文綾九條袈裟〔奥州市水沢黒石町字正法寺〕 1972年10月27日指定
- 銅鰐口〔二戸市浄法寺町御山字御山久保〕 1974年2月15日指定
- 銅鰐口〔一関市大東町鳥海字小山〕 1974年2月15日指定
- 銅鰐口〔陸前高田市小友町字上の坊〕 1974年2月15日指定
- 懸仏〔大船渡市松崎町字中森〕 1975年3月4日指定
- 刀 銘 月山〔北上市和賀町岩崎〕 1975年3月4日指定
- 脇差 銘 新藤國義〔盛岡市愛宕町〕 1975年3月4日指定
- 花菖蒲に蝶図鐔〔盛岡市上田松屋敷〕 1975年3月4日指定
- 太刀 銘 奥州南部盛岡住新藤源義正〔盛岡市愛宕町〕 1976年3月23日指定
- 脇差 銘 手柄山甲斐守正繁〔盛岡市上田松屋敷〕 1976年3月23日指定
- 短刀 銘 平安城長吉〔盛岡市仙北町〕 1976年3月23日指定
- 雲龍図鐔〔盛岡市仙北〕 1976年3月23日指定
- 彫透柄の横刀〔平泉町平泉字衣関〕 1977年4月26日指定
- 立鼓柄の横刀〔平泉町平泉字衣関〕 1977年4月26日指定
- 真鍮戒体箱〔平泉町平泉字大沢〕 1978年4月4日指定
- 金銅六器〔平泉町平泉字大沢〕 1978年4月4日指定
- 短刀 銘 奥州舞草光長〔奥州市江刺田原字大日〕 1978年4月4日指定
- 刀 銘 新藤源義國〔釜石市浜町〕 1978年4月4日指定
- 金銅五鈷杵〔平泉町平泉字毛越〕 1978年4月4日指定
- 鍍銀柄香炉〔平泉町平泉字毛越〕 1978年4月4日指定
- 線刻五尊像鏡（瑞花双鳳八稜鏡）〔八幡平市大更〕 1978年4月4日指定
- 金銅五鈷杵〔平泉町平泉字大沢〕 1978年4月4日指定
- 梵鐘〔平泉町平泉字衣関〕 1979年2月27日指定
- 雷文地椿彫木彩漆笈〔平泉町平泉字衣関〕 1979年8月17日指定
- 牡丹彫木彩漆笈〔平泉町平泉字衣関〕 1979年8月17日指定
- 金銅装勝軍地蔵等文笈〔平泉町平泉字衣関〕 1979年8月17日指定
- 太刀 銘 永和二年八月日寶寿〔遠野市綾織町〕 1979年8月17日指定
- 銅双雀鏡〔紫波町土館字浦田〕 1980年3月4日指定
- 銅菊花双雀鏡〔紫波町土館字浦田〕 1980年3月4日指定
- 銅秋草双雀鏡〔紫波町土館字浦田〕 1980年3月4日指定
- 銅梅花鏡〔紫波町土館字浦田〕 1980年3月4日指定
- 金銅懸仏〔紫波町土館字浦田〕 1980年3月4日指定
- 銅三尊懸仏〔奥州市江刺田原字後田〕 1980年3月4日指定
- 鉄賽銭鉢〔二戸市浄法寺町御山字御山久保〕 1980年3月4日指定
- 鉄木目鍛菊花鐔〔盛岡市上田松屋敷〕 1980年3月4日指定
- 銀本小札紫糸威二枚胴具足〔盛岡上田松屋敷〕 1980年10月3日指定
- 鯰尾兜〔盛岡市上田松屋敷〕 1980年10月3日指定
- 刀 銘 奥州舞草友長〔盛岡市上田松屋敷〕 1980年10月3日指定
- 刀 銘 新藤源義國〔盛岡市上田松屋敷〕 1980年10月3日指定
- 槍 銘 濃州之住長俊〔盛岡市上田松屋敷〕 1980年10月3日指定
- 金装家紋散衛府太刀〔遠野市東館町〕 1980年10月3日指定
- 源為朝流謫の図鐔〔遠野市東館町〕 1980年10月3日指定
- 刀 銘 新藤源國義〔奥州市江刺田原字大日〕 1980年10月3日指定
- 孔雀石微塵塗鞘大小拵〔盛岡市仙北〕 1981年12月4日指定
- 竹図鐔〔盛岡市仙北〕 1981年12月4日指定
- 藍革威胴丸〔花巻市城内〕 1981年12月4日指定
- 桶側二枚胴具足〔盛岡市八幡町〕 1981年12月4日指定
- 卯花威紅羅紗地唐獅子牡丹文二枚胴具足〔盛岡市上田松屋敷〕 1981年12月4日指定
- 唐冠兜〔紫波町北日詰〕 1981年12月4日指定
- 太刀 無銘 伝山城〔盛岡市八幡町〕 1982年3月30日指定
- 脇差 無銘 新藤國義〔盛岡市八幡町〕 1982年3月30日指定
- 紺糸威最上胴具足〔盛岡市上田松屋敷〕 1983年4月26日指定
- 短刀 銘 奥州津住森宗〔盛岡市上田松屋敷〕 1983年4月26日指定
- 金銅装双塔文笈〔遠野市綾織町〕 1983年8月5日指定
- 金銅製前立〔一関市大東町鳥海字小川〕 1984年5月1日指定
- 緋威二枚胴具足〔葛巻町江刈〕 1984年9月4日指定
- 黒羅紗地唐獅子牡丹文二枚胴具足〔盛岡市茶畑〕 1985年2月5日指定
- 丸に石畳紋透し鐔〔盛岡市上田〕 1985年2月5日指定
- 箏〔盛岡市八幡町〕 1985年12月27日指定
- 鉄錆地十二枚張兜鉢〔雫石町御明神〕 1985年12月27日指定
- 金蒔絵繋駒絵馬 金蒔絵獅子手箱〔平泉町平泉字衣関〕 1986年8月26日指定
- 鉦鼓〔奥州市江刺梁川字小林〕 1988年10月18日指定
- 鉦鼓〔奥州市江刺梁川字中宿〕 1988年10月18日指定
- 金銅聖観音坐像懸仏〔奥州市江刺稲瀬字広岡〕 1988年10月18日指定
- 剣〔奥州市江刺藤里字智福〕 1988年10月18日指定
- 雉子尾雌雄御太刀〔盛岡市愛宕町〕 1999年11月2日指定
- 鷹頭御陳太刀〔花巻市高松〕 1999年11月2日指定
- 鳳凰御陳太刀〔花巻市高松〕 1999年11月2日指定
- 前装式火縄銃（差取棹鉄砲）〔盛岡市愛宕町〕 1999年11月2日指定
- 南部家伝来打毬装束〔盛岡市愛宕町〕 2002年5月14日指定
- 南部家伝来陣羽織〔盛岡市愛宕町〕 2003年4月30日指定
- 金小札茶糸縅二枚胴具足〔盛岡市愛宕町〕 2003年10月3日指定
- 盛岡南部家馬印〔紫波町〕 2005年9月30日指定

### 書跡
- 紙本墨書正法眼蔵〔奥州市水沢黒石町字正法寺〕 1959年3月17日指定
- 紙本墨書大般若波羅蜜多経第一百一十巻〔平泉町平泉字大沢〕 1977年4月26日指定
- 紙本墨書大般若波羅蜜多経第二十七巻〔平泉町平泉字大沢〕 1977年4月26日指定
- 紙本墨書大般若波羅蜜多経第四百六十三巻〔平泉町平泉字大沢〕 1977年4月26日指定
- 紙本墨書大般若波羅蜜多経第一百九十六巻〔平泉町平泉字大沢〕 1977年4月26日指定
- 紙本墨書大般若波羅蜜多経第一百二十五巻〔平泉町平泉字大沢〕 1977年4月26日指定

### 典籍
- 原本無刑録〔一関市大東町渋民字伊勢堂〕 1965年3月19日指定
- 春日版法華経〔北上市川岸〕 1980年3月4日指定

### 古文書
- 豊臣秀吉朱印状〔盛岡市愛宕町〕 1991年3月29日指定
- 盛岡藩雑書〔盛岡市愛宕町〕 1993年6月4日指定
- 吉田家文書〔陸前高田市気仙町〕 1995年4月28日指定

### 考古資料
- 鉄塔〔平泉町平泉字花立〕 1956年7月25日指定
- 鉄鉢〔宮古市山口〕 1963年12月24日指定
- 丹内山神社経塚出土品〔花巻市東和町谷内〕 1965年3月19日指定
- 最明寺石塔婆〔一関市川崎町門崎字石蔵〕 1975年3月4日指定
- 不動明王絵像碑〔紫波町南日詰字箱清水〕 1975年3月4日指定
- 極楽寺石塔婆〔北上市稲瀬町内門岡〕 1975年3月4日指定
- 角塚古墳出土埴輪〔奥州市胆沢南都田字加賀谷地〕 1990年8月28日指定
- 石庖丁〔奥州市胆沢南都田字清水下〕 1990年8月28日指定
- 上田蝦夷森1号噴出土品〔盛岡市〕 1994年5月17日指定
- 長根古墳群出土品〔宮古市〕 1994年5月17日指定
- 鉄製「雀紋印の馬印（うまのかね）」〔一戸町〕 1995年9月1日指定
- 上杉沢遺跡25～28号竪穴住居出土品及び南遺物包含層出土品〔二戸市教委〕 2001年11月9日指定
- 房の沢古墳群出土品〔下閉伊郡山田町八幡町〕 2005年4月1日指定
- 南部工業団地内遺跡出土品〔北上市立花〕 2008年3月4日指定
- 上須々孫館経塚出土品〔北上市立花〕 2008年3月4日指定
- 山屋館経塚出土品〔盛岡市上田字松屋敷〕 2008年3月4日指定

### 歴史資料
- 紙本両鉄鋼山内御山並高炉之図〔釜石市鈴子町〕 1974年2月15日指定
- 観音籤及び筒〔二戸市浄法寺町御山字御山久保〕 1977年4月26日指定
- 雲篭文透し地絽九條袈裟〔宮古市小国〕 1980年3月4日指定
- 算額〔一関市厳美町字沖野々〕 1980年8月5日指定
- 宮田宝篋印塔〔一戸町月館字大畑〕 1983年8月5日指定
- 星座石と陸奥州気仙郡唐丹村測量之碑〔釜石市唐丹町大曽根〕 1985年12月27日指定

## 無形文化財

### 工芸技術
- 日本刀制作技術〔盛岡市仙北町字辻分〕 1993年9月7日指定

## 民俗文化財

### 有形民俗文化財
- 大船渡のマルタ〔大船渡市末崎町字大浜〕 1958年5月16日指定
- 納骨器〔平泉町平泉字衣関〕 1979年2月27日指定
- 笹塔婆〔平泉町平泉字衣関〕 1979年2月27日指定
- 巡礼納札〔平泉町平泉字衣関〕 1979年8月17日指定
- 巡礼納札〔平泉町平泉字衣関〕 1979年8月17日指定
- 巡礼納札〔奥州市江刺玉里字玉崎〕 1979年8月17日指定
- 巡礼納札〔大船渡市三陸町越喜来字肥ノ田〕 1979年8月17日指定
- 巡礼納札〔一戸町鳥越字宮古沢〕 1979年8月17日指定
- まいりのほとけ〔花巻市東和町上浮田〕 1981年3月31日指定
- まいりのほとけ〔北上市口内町千刈〕 1981年3月31日指定
- 南部絵暦〔八幡平市字下モ川原〕 1982年3月30日指定
- 南部絵暦〔盛岡市南仙北〕 1982年3月30日指定
- まいりのほとけ〔奥州市江刺岩谷堂字雲南田〕 1985年2月5日指定
- まいりのほとけ〔奥州市江刺稲瀬字広岡〕 1985年2月5日指定
- 漆塗曳馬絵馬〔陸前高田市矢作町字寺前〕 1986年8月26日指定
- 花巻人形の型〔北上市芳町〕 1988年1月16日指定
- まいりのほとけ〔北上市口内町千刈〕 1988年1月16日指定
- まいりのほとけ〔北上市口内町松坂〕 1988年1月16日指定
- まいりのほとけ〔北上市稲瀬町岩川〕 1988年1月16日指定
- まいりのほとけ〔北上市相去町寺前沢〕 1988年1月16日指定
- 旧岩手県立農業博物館収集生業生活資料〔北上市飯豊〕 1998年10月23日指定
- 南部絵暦 天明三年田山暦〔盛岡市上字松屋敷〕 2004年7月30日指定
- 南部絵暦 天保十三年盛岡暦〔盛岡市上字松屋敷〕 2004年7月30日指定
- 二戸地方の漆蝋関係資料〔二戸市〕 2006年9月26日指定
- 雫石地域の野良着〔盛岡市山岸〕 2006年9月26日指定
- 玉山地域の野良着〔盛岡市山岸〕 2006年9月26日指定
- 南部絵暦 盛岡暦 金澤コレクション〔盛岡市上田字松屋敷〕 2007年10月26日指定
- 紫根染 八重樫家関係資料〔岩泉町岩泉字太田ほか〕 2008年3月4日指定
- 大乗寺のオシラサマ〔一関市川崎町薄衣〕 2008年11月7日指定

### 無形民俗文化財
- 鹿踊り〈鶴羽衣鹿踊保存会〉〔奥州市江刺稲瀬字鶴羽衣台〕 1963年12月24日指定
- 火防祭の「屋台囃」〈日高囃保存会〉〔奥州市水沢日高小路〕 1963年12月24日指定
- しし踊り〔花巻市東和町落合・遠野市青笹町糠前・遠野市附馬牛町上附馬牛〕 1974年2月15日指定
- 江刺市梁川金津流鹿踊〈金津流鹿躍保存会〉〔奥州市江刺梁川字小林〕 1978年4月4日指定
- 早池峰大償流土沢神楽〈土沢山伏神楽保存会〉〔花巻市東和町土沢〕 1981年3月31日指定
- 早池峰岳流石鳩岡神楽〈石鳩岡神楽保存会〉〔花巻市東和町土沢〕 1981年3月31日指定
- 春田打〈春田打保存会〉〔北上市下江釣子(大坊)〕 1983年1月4日指定
- 菅窪鹿踊・剣舞〈菅窪鹿踊保存会〉〔田野畑村菅窪〕 1988年4月8日指定
- 鴨沢神楽〈鴨沢神楽保存会〉〔奥州市江刺広瀬字谷地田〕 1989年8月1日指定
- 道地ひな子剣舞〈道地ひな子剣舞保存会〉〔北上市和賀町藤根〕 1989年8月1日指定
- 煤孫ひな子剣舞〈煤孫ひな子剣舞保存会〉〔北上市和賀町煤孫〕 1989年8月1日指定
- 大宮神楽〈大宮神楽保存会〉〔田野畑村和野〕 1993年6月4日指定
- 上鹿妻念仏剣舞〈上鹿妻念仏剣舞連中〉〔盛岡市上鹿妻字蟹沢〕 1995年4月28日指定
- 倉沢人形歌舞伎〈倉沢人形歌舞伎保存会〉〔花巻市東和町倉沢〕 1995年9月1日指定
- 広瀬人形芝居〈広瀬人形芝居常楽座〉〔奥州市江刺広瀬字宝良〕 1995年9月1日指定
- 根反鹿踊〈根反鹿踊保存会〉〔一戸町根反字野崎〕 1996年9月3日指定
- 舞川鹿子躍〈舞川鹿子躍保存会〉〔一関市舞川〕 1997年5月2日指定
- 気仙町けんか七夕祭り〈気仙町けんか七夕祭り保存連合会〉〔陸前高田市気仙町〕 1997年9月2日指定
- 夏井大梵天神楽〈夏井大梵天神楽保存会〉〔久慈市夏井町字鳥谷〕 1999年5月7日指定
- 花巻の山伏神楽〈円万寺神楽保存会 幸田神楽保存会 胡四王神楽保存会〉〔花巻市〕 2001年5月11日指定
- 和賀の大乗神楽〈大乗神楽保存会〉〔北上市・花巻市〕 2001年5月11日指定
- 久田鹿踊〈久田鹿踊保存会〉〔奥州市江刺梁川字水上沢〕 2003年4月30日指定
- 三ヶ尻鹿踊〈三ヶ尻鹿踊保存会〉〔金ヶ崎町三ヶ尻東畑〕 2003年4月30日指定
- 浦浜念仏剣舞〈浦浜念仏剣舞保存会〉〔大船渡市三陸町越喜来字小出〕 2006年9月26日指定

## 記念物

### 史跡
- 野田竪穴住居跡群〔野田村大字野田〕 1954年4月5日指定
- 泥田廃寺跡〔一関市山目字泥田山下〕 1954年4月5日指定
- 関谷洞窟住居跡〔大船渡市日頃市町字関谷〕 1957年7月19日指定
- 舟久保洞窟〔紫波町大字舟久保〕 1957年7月19日指定
- 仙波堤竪穴住居跡〔岩手町大字久保〕 1957年7月19日指定
- 今松竪穴住居跡〔岩手町大字一方井〕 1957年7月19日指定
- えぞ森古墳〔矢巾町大字藤沢〕 1957年7月19日指定
- 浮島古墳群〔岩手町大字土川〕 1959年3月17日指定
- 新平遺跡〔北上市新平〕 1963年12月24日指定
- 明後沢古瓦出土地〔奥州市前沢古城字明後沢〕 1963年12月24日指定
- 二子・成田一里塚〔北上市二子町高屋・成田〕 1965年3月19日指定
- 丹内山神社経塚〔花巻市東和町丹内〕 1965年3月19日指定
- 貝鳥貝塚〔一関市花泉町貝鳥〕 1966年3月8日指定
- 下門岡の聖(ひじり)塚〔北上市稲瀬町水越〕 1969年6月6日指定
- 雫石街道の一里塚〔滝沢市及び雫石町〕 1969年6月6日指定
- 江曽一里塚〔花巻市石鳥谷町江曽〕 1969年6月6日指定
- 一石一字経塚〔宮古市山口字和見〕 1975年3月4日指定
- 末崎川一里塚〔盛岡市藪川字末崎川〕 1976年3月23日指定
- 毘沙門堂平一里塚〔盛岡市藪川字逆川〕 1976年3月23日指定
- 塚の沢一里塚〔盛岡市藪川字外山〕 1976年3月23日指定
- 大橋一里塚〔盛岡市藪川字亀橋〕 1976年3月23日指定
- 小野松一里塚〔盛岡市上田字小鳥沢・松屋敷〕 1976年3月23日指定
- 新塚一里塚〔盛岡市芋田字芋田〕 1976年3月23日指定
- 大竹廃寺跡〔北上市更木〕 1979年2月27日指定
- 高畑一里塚〔盛岡市川目〕 1983年1月4日指定
- 浪打峠一里塚〔一戸町一戸字大道沢・字大越田〕 1985年5月4日指定
- 御堂・馬羽松一里塚〔一戸町中山字家向〕 1985年5月4日指定
- 栗林銭座跡〔釜石市栗林〕 1987年3月6日指定
- 川原毛瓦窯跡〔紫波町〕 1990年8月28日指定
- 旧中山・小繋・川底一里塚〔一戸町〕 1990年8月28日指定
- 上田一里塚〔盛岡市緑ヶ丘〕 1992年3月27日指定
- 好地旧一里塚〔花巻市石鳥谷町好地〕 1992年3月27日指定
- 玉川鉄山跡〔軽米町小軽米町〕 1992年9月4日指定
- 大槌城跡〔大槌町14地割字稲本〕 1992年9月4日指定
- 館石野I遺跡〔田野畑村鳥越〕 1997年5月2日指定
- 栗木鉄山跡〔住田町世田米字子飼沢〕 1999年5月7日指定
- 大館町遺跡〔盛岡市大館町〕 2000年11月24日指定
- 黒山の昔穴遺跡〔九戸村大字江刺家〕 2007年10月26日指定

### 名勝
- 浄土ヶ浜〔宮古市鍬ヶ崎〕 1954年4月5日指定
- 船越海岸〔山田町船越〕 1954年4月5日指定

### 天然記念物
- 田野畑シロバナシャクナゲ群落〔田野畑村田野畑北山〕 1954年4月5日指定
- タブノキ自生地〔山田町船越〕 1954年4月5日指定
- 白沼のモリアオガエル繁殖地〔雫石町長山〕 1956年7月25日指定
- 山岸のカキツバタ群落〔盛岡市山岸字大平〕 1956年7月25日指定
- 佐賀部のウミネコ繁殖地〔宮古市田老字向山〕 1959年3月17日指定
- 藤里の珪化木〔奥州市江刺藤里字名田〕 1963年12月24日指定
- コランダム産地〔一関市大東町鳥海字向前畑〕 1965年3月19日指定
- 駒形神社ならびに水沢公園のヒガン系桜群〔奥州市水沢中上野・東上野〕 1966年3月8日指定
- 湯田湯川沼の浮島〔西和賀町湯川〕 1966年3月8日指定
- 内間木洞及び洞内動物群〔久慈市山形町大字小国〕 1966年3月8日指定
- 田野畑の白亜紀化石産地〔田野畑村大字田野畑〕 1966年3月8日指定
- 小鳥崎の大カヤ〔北上市小鳥崎〕 1969年6月6日指定
- 常膳寺の姥杉〔陸前高田市小友町字上の坊〕 1969年6月6日指定
- 大船渡の三面椿〔大船渡市末崎町字中森〕 1969年6月6日指定
- 胆沢川流域ユキツバキ群落〔奥州市胆沢若柳字下嵐江外〕 1969年6月6日指定
- イワタバコ北限自生地〔田野畑村大字南大芦〕 1969年6月6日指定
- 北笹間のナラカシワ〔花巻市北笹間〕 1972年10月27日指定
- 大沢の臥竜梅〔山田町大沢〕 1972年10月27日指定
- 玉山のシダレアカマツ〔盛岡市玉山字祝の沢〕 1974年2月15日指定
- 天狗森の夏氷山風穴〔八幡平市字天狗森〕 1974年2月15日指定
- 大籠のガンボクエゴノキ〔一関市藤沢町大籠字沢内〕 1976年3月23日指定
- 薄衣の笠マツ〔一関市川崎町薄衣字柏木〕 1976年3月23日指定
- 猿沢の箒カヤ〔一関市大東町猿沢字伊沢田南沢〕 1976年3月23日指定
- 遠野のモリオカシダレ〔遠野市松崎町字駒木〕 1977年4月26日指定
- 青笹のイブキ〔遠野市青笹町字糠前〕 1977年4月26日指定
- 若柳のヒメカユウ群落〔奥州市胆沢若柳字横岳前山〕 1978年4月4日指定
- 霜畑のケヤキ群〔久慈市山形町霜畑〕 1980年3月4日指定
- 普門寺のサルスベリ〔陸前高田市米崎町字竹沢〕 1981年12月4日指定
- 早池峰神社の夫婦イチイ〔遠野市附馬牛町字上附馬牛〕 1986年5月9日指定
- 三王岩〔宮古市田老字青砂里〕 1992年9月4日指定

### 名勝及び天然記念物
- 青松島〔陸前高田市広田町字集〕 1969年6月6日指定